# Achille Guenée

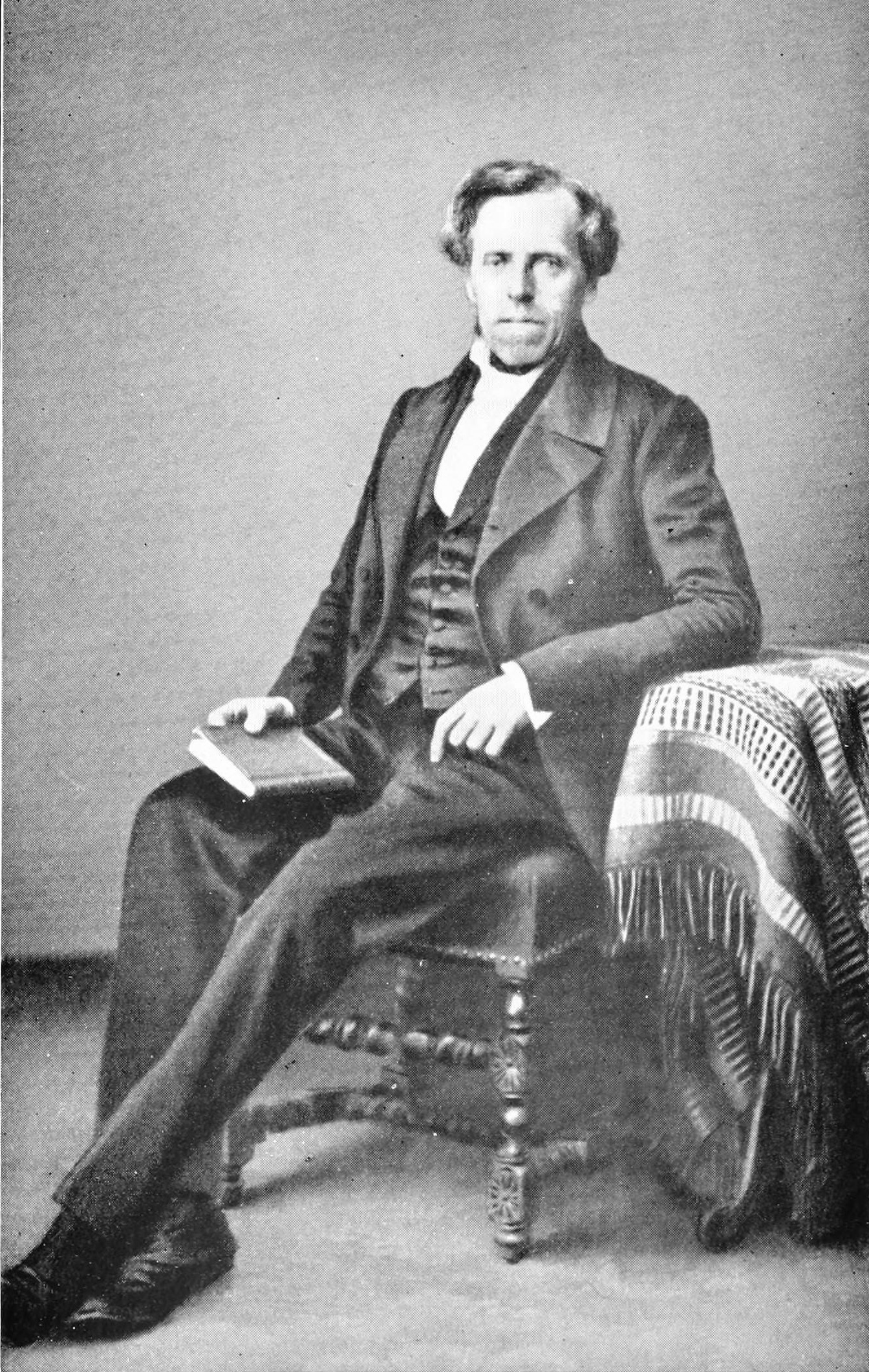
Achille Guenée

Achille Guenée (* 1. Januar 1809 in Chartres; † 30. Dezember 1880 in Châteaudun) war ein französischer Anwalt und Entomologe, spezialisiert auf Schmetterlinge und hier auf Nachtfalter.

## Leben
Guenée entwickelte schon als Jugendlicher in Chartres ein Interesse für Schmetterlinge, gefördert von François de Villiers (1790–1847). Er studierte Jura in Paris und war dort Anwalt. Nach dem Tod seines einzigen Sohnes zog er nach Châteaudun. Sein Besitz wurde im Deutsch-Französischen Krieg zerstört, seine Schmetterlingssammlung blieb aber erhalten.
Er schrieb eine Monographie über Eulenfalter (Noctuidae). Teilweise veröffentlichte er mit Philogène Auguste Joseph Duponchel. Eine Reihe von Taxa wurden von ihm erstbeschrieben, z. B. Idaea subsaturata, Achaea catocaloides oder Hedylidae.
1832 war er Gründungsmitglied der Société Entomologique de France und 1848 deren Präsident und ab 1874 Ehrenmitglied.

## Schriften
- Species des nocturnes, 6 Bände, 1852 bis 1857 (in der Reihe Suites à Buffon)
- mit Jean Baptiste Boisduval: Histoire naturelle des Insectes. Species général des Lépidoptères, Bände 5 bis 10, 1826 bis 1857, Biodiversity Library